# Key to the Highway
Key to the Highway ist ein Bluesstandard, der erstmals 1940 von Charlie Segar für Vocalion (Vocalion 5441) aufgenommen wurde. Er ist einer von acht Songs, den Segar zwischen 1934 und 1940 für Vocalion und Decca einspielte. Nach seiner Übersiedlung nach Chicago nahm er weiter unter eigenem Namen auf, arbeitete aber auch für Memphis Minnie oder Bumble Bee Slim.
Als Autoren werden für gewöhnlich Charles "Chas" Segar and William "Big Bill" Broonzy angegeben. Broonzy erklärt hierzu:

“Some of the verses he [Charlie Segar] was singing it in the South the same time as I sung it in the South. And practically all of blues is just a little change from the way that they was sung when I was a kid … You take one song and make fifty out of it … just change it a little bit.”

„Einige der Verse sang er im Süden als ich auch dort gesungen habe. Und der ganze Blues ist nur ein kleiner Austausch von der Art wie ich Lieder gesungen habe, als ich ein Kind war … Du nimmst ein Lied und machst fünfzig daraus … du änderst nur ein kleines Stück.“

Das Original war ein 12- taktiger Blues im mittleren Tempo. Später im Jahr 1940 nahm Jazz Gillum (mit Big Bill Broonzy an der Gitarre) den Song auf (Bluebird B 8529) und änderte ihn auf einen 8-taktigen Blues. In dieser Version wird er noch heute gespielt. 1941 nahm Big Bill Broonzy den Song auf (OKeh 6242) und schuf die bekannteste aller frühen Versionen des Lieds. Diese Version wurde 2010 in die Blues Hall of Fame aufgenommen.
Little Walter nahm kurz nach dem Tod von Big Bill Broonzy 1958 seine Version des Songs (Checker 904) offensichtlich als Tribut an den Künstler auf. Die Single war die letzte in einer Reihe von großen Hits des Mundharmonikaspielers. Eine weitere bedeutende Version stammt von Eric Clapton auf Layla and Other Assorted Love Songs, hierbei handelt es sich um eine neunminütige zufällig entstandene Jamsession mit Duane Allman. Clapton nahm den Song auch mit Johnnie Johnson (1991) und B. B. King auf (Riding with the King, 2000). Bei zwei Konzerten der Allman Brothers im Beacon Theatre in New York City (19. und 20. März 2009) trat er mit ihnen auf und spielte den Song. Die Rolling Stones nahmen den Titel 1964 im Chess Studio in Chicago auf, veröffentlicht wurde er erst über 20 Jahre später am Ende des Albums Dirty Work, als Erinnerung an Ian Stewart, den Pianisten der Stones, der nach Vollendung des Albums verstorben ist.

## Coverversionen
Das Arrangement von Jazz Gillum wurde von vielen Bluesmusikern gecovert, darunter von:
- Luther Allison auf Standing at the Crossroad (1977)
- The Band auf Music from Big Pink (1968)
- Count Basie mit Joe Williams auf Just the Blues (1960)
- Jeff Beck & B. B. King (live)
- Carey Bell & Lurrie Bell auf Second Nature (1991)
- Eddie Boyd mit Peter Green auf Eddie Boyd and his Blues Band (1967)
- Eric Clapton & Keith Richards auf Crossroads Guitar Festival 2013
- Derek and the Dominos auf Layla and Other Assorted Love Songs (1970)
- Honeyboy Edwards auf Blues Blues (1975)
- Buddy Guy und Junior Wells auf Last Time Around – Live at Legends (1993)
- John P. Hammond auf Frogs for Snakes (1981)
- Johnnie Johnson auf Johnnie B. Bad (1991)
- B. B. King mit Eric Clapton auf Riding with the King (2000)
- Freddie King auf Getting Ready (1971)
- Jo Ann Kelly auf Black Rat Swing (2003)
- Sonny Landreth auf Blues Attack (1981)
- Memphis Slim auf Blues by Jazz Gillum (1961)
- Steve Miller Band auf ihrem ersten Album Children of the Future (1968)
- Snooky Pryor auf Snooky (1989)
- The Rolling Stones auf Dirty Work (1986)
- Leon Russell und Edgar Winter Live-DVD 1986
- Sonny Terry & Brownie McGhee auf Pick a Bale of Cotton (1960)
- Derek Trucks (2008, 2009)
- Muddy Waters auf The London Muddy Waters Sessions (1972)
- Junior Wells auf On Tap (1974)